# Dolena
Dolena este o localitate din comuna Videm, Slovenia, cu o populație de 182 de locuitori.